# Campionato Cearense 2025
Il Campionato Cearense 2025 è stata la 111ª edizione della massima serie del campionato cearense. La stagione è iniziata il 18 gennaio 2025 e si è conclusa il 22 marzo successivo.

## Stagione

### Novità
Al termine della stagione 2024, sono retrocesse in Segunda Divisão Atlético Cearense e Caucaia. Dalla seconda divisione, invece, sono state promosse Tirol e Cariri.

### Formato
La prima fase del torneo, consistente in una fase a gironi, è composta da due gironi da dieci squadre ciascuno. Le prime classificate di tali gironi, accedono alla semifinale, mentre la seconda e la terza partono dai quarti di finale. Le ultime due classificate, prendono parte alla poule retrocessione. Le ultime due classificate della poule retrocessione, retrocedono in Segunda Divisão.
La formazione vincitrice, potrà partecipare alla Série D 2026, alla Coppa del Brasile 2026 e alla Copa do Nordeste 2026; la formazione vice-campione, alla Série D e alla Coppa del Brasile; la terza classificata, solo alla Série D. Nel caso le prime tre classificate siano già qualificate alla Série D, l'accesso alla quarta serie andrà a scalare.

## Risultati

### Prima fase
Girone A
|  | Pos. | Squadra     | Pt | G | V | N | P | GF | GS | DR  |
|  | ---- | ----------- | -- | - | - | - | - | -- | -- | --- |
|  | 1.   | Ceará       | 15 | 5 | 5 | 0 | 0 | 12 | 3  | +9  |
|  | 2.   | Maracanã-CE | 7  | 5 | 2 | 1 | 2 | 6  | 4  | +2  |
|  | 3.   | Horizonte   | 6  | 5 | 1 | 3 | 1 | 5  | 6  | -1  |
|  | 4.   | Floresta    | 5  | 5 | 1 | 2 | 2 | 7  | 8  | -1  |
|  | 5.   | Cariri      | 0  | 5 | 0 | 0 | 5 | 2  | 21 | -19 |

Legenda:
      Ammessa alle semifinali della fase finale.
      Ammessa ai quarti di finale della fase finale.
      Ammessa alla poule retrocessione
Note:
Tre punti a vittoria, uno a pareggio, zero a sconfitta.
Girone B
|  | Pos. | Squadra        | Pt | G | V | N | P | GF | GS | DR  |
|  | ---- | -------------- | -- | - | - | - | - | -- | -- | --- |
|  | 1.   | Fortaleza      | 12 | 5 | 4 | 0 | 1 | 13 | 3  | +10 |
|  | 2.   | Tirol          | 18 | 5 | 2 | 2 | 1 | 8  | 3  | +5  |
|  | 3.   | Ferroviário-CE | 7  | 5 | 2 | 1 | 2 | 8  | 7  | +1  |
|  | 4.   | Iguatu         | 5  | 5 | 1 | 2 | 2 | 7  | 5  | +2  |
|  | 5.   | Barbalha       | 4  | 5 | 1 | 1 | 3 | 6  | 14 | -8  |

Legenda:
      Ammessa alle semifinali della fase finale.
      Ammessa ai quarti di finale della fase finale.
      Ammessa alla poule retrocessione
Note:
Tre punti a vittoria, uno a pareggio, zero a sconfitta.

### Fase finale
Quarti di fase
| Squadra 1      | Totale | Squadra 2   | Andata | Ritorno |
| -------------- | ------ | ----------- | ------ | ------- |
| Horizonte      | 2 – 4  | Maracanã-CE | 2 – 3  | 0 – 1   |
| Ferroviário-CE | 5 – 1  | Tirol       | 2 – 1  | 3 – 0   |

Semifinali
| Squadra 1      | Totale | Squadra 2 | Andata | Ritorno |
| -------------- | ------ | --------- | ------ | ------- |
| Maracanã-CE    | 0 – 7  | Ceará     | 0 – 3  | 0 – 4   |
| Ferroviário-CE | 0 – 1  | Fortaleza | 0 – 0  | 0 – 1   |

Incontro per il terzo posto
| Squadra 1   | Risultato | Squadra 2      |
| ----------- | --------- | -------------- |
| Maracanã-CE | 2 – 1     | Ferroviário-CE |

Finale
| Squadra 1 | Totale | Squadra 2 | Andata | Ritorno |
| --------- | ------ | --------- | ------ | ------- |
| Fortaleza | 1–2    | Ceará     | 0 – 1  | 1 – 1   |

### Poule retrocessione
|  | Pos. | Squadra  | Pt | G | V | N | P | GF | GS | DR |
|  | ---- | -------- | -- | - | - | - | - | -- | -- | -- |
|  | 1.   | Floresta | 7  | 3 | 2 | 1 | 0 | 4  | 2  | +2 |
|  | 2.   | Iguatu   | 4  | 3 | 1 | 1 | 1 | 6  | 4  | +2 |
|  | 3.   | Barbalha | 3  | 3 | 0 | 3 | 0 | 5  | 5  | 0  |
|  | 4.   | Cariri   | 1  | 3 | 0 | 1 | 2 | 2  | 6  | -4 |

Legenda:
      Retrocesse in Segunda Divisão 2026
Note:
Tre punti a vittoria, uno a pareggio, zero a sconfitta.